# Едейский наслег (Намский улус)
Едейский наслег — сельское поселение в Намском улусе Якутии Российской Федерации.
Административный центр — село Ымыяхтах.

## История
Статус и границы сельского поселения установлены Законом Республики Саха (Якутия) от 30 ноября 2004 года N 173-З N 353-III «Об установлении границ и о наделении статусом городского и сельского поселений муниципальных образований Республики Саха (Якутия)».

## Население
| 2002  | 2010  | 2011  | 2012  | 2013  | 2014  | 2015  |
| ----- | ----- | ----- | ----- | ----- | ----- | ----- |
| 1157  | ↗1219 | ↗1222 | ↗1239 | ↗1253 | ↗1295 | ↗1306 |
| 2016  | 2017  | 2018  | 2019  | 2020  | 2021  |       |
| ↘1277 | ↗1284 | ↗1289 | ↘1246 | ↘1202 | ↘1195 |       |

## Состав сельского поселения
| № | Населённый пункт | Тип населённого пункта       | Население |
| - | ---------------- | ---------------------------- | --------- |
| 1 | Ымыяхтах         | село, административный центр | ↘1195     |